# Navesti
A Navesti folyó Észtország délnyugati részén található, a Pärnu-folyó leghosszabb mellékfolyója, hossza 101,6 km, vízgyűjtő területe 3004,2 km².
A folyó forrása a Közép-északi síkságon található, 7 km-re Imavere falutól. Átfolyik Järva, Viljandi és Pärnu megyéken.
A jobb oldali mellékfolyói: Saar (folyó), Retla, Räpu. Bal oldali mellékfolyói: Halliste, Räsna patak. 
Az áramlás szempontjából Észtország ötödik legnagyobb folyója (27 m³/s), az esése viszonylag kicsi - 60,2 méter. A folyó a torkolatánál 60 méter széles.
Az alsó és a középső részén fekvő partokat erdők és mocsarak borítják, a települések általában ritkák. A folyó halban gazdag, vizében mintegy 18 faj él. A leggyakoribbak: a sebes pisztráng, a csuka, a fogasponty, a domolykó, a bodorka, a ragadozó őn, a keszeg, a dévérkeszeg, a menyhal, az angolna, a sügér és a vágó durbincs.

## Képgaléria

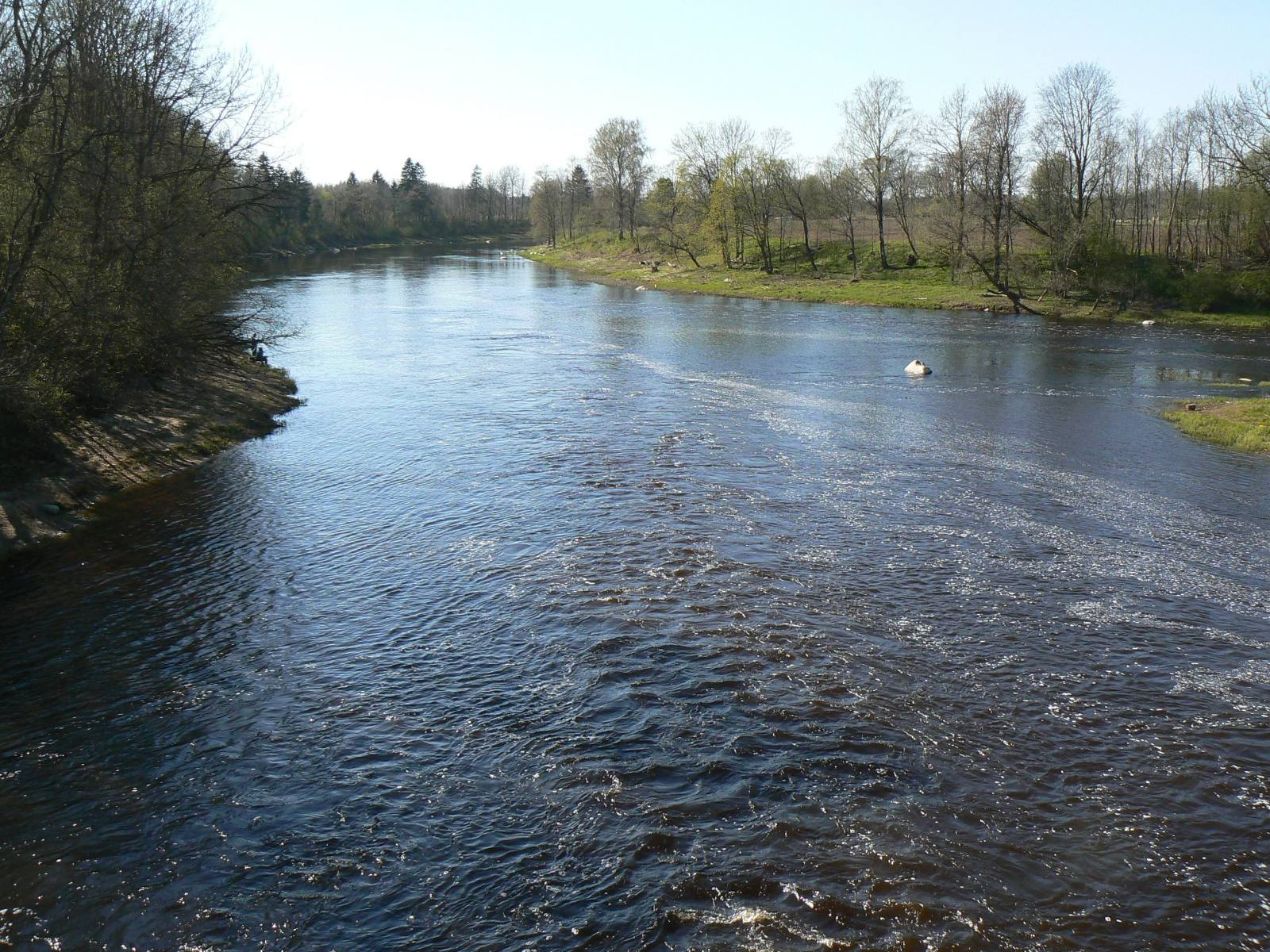
A Navesti és a Pärnu összefolyása
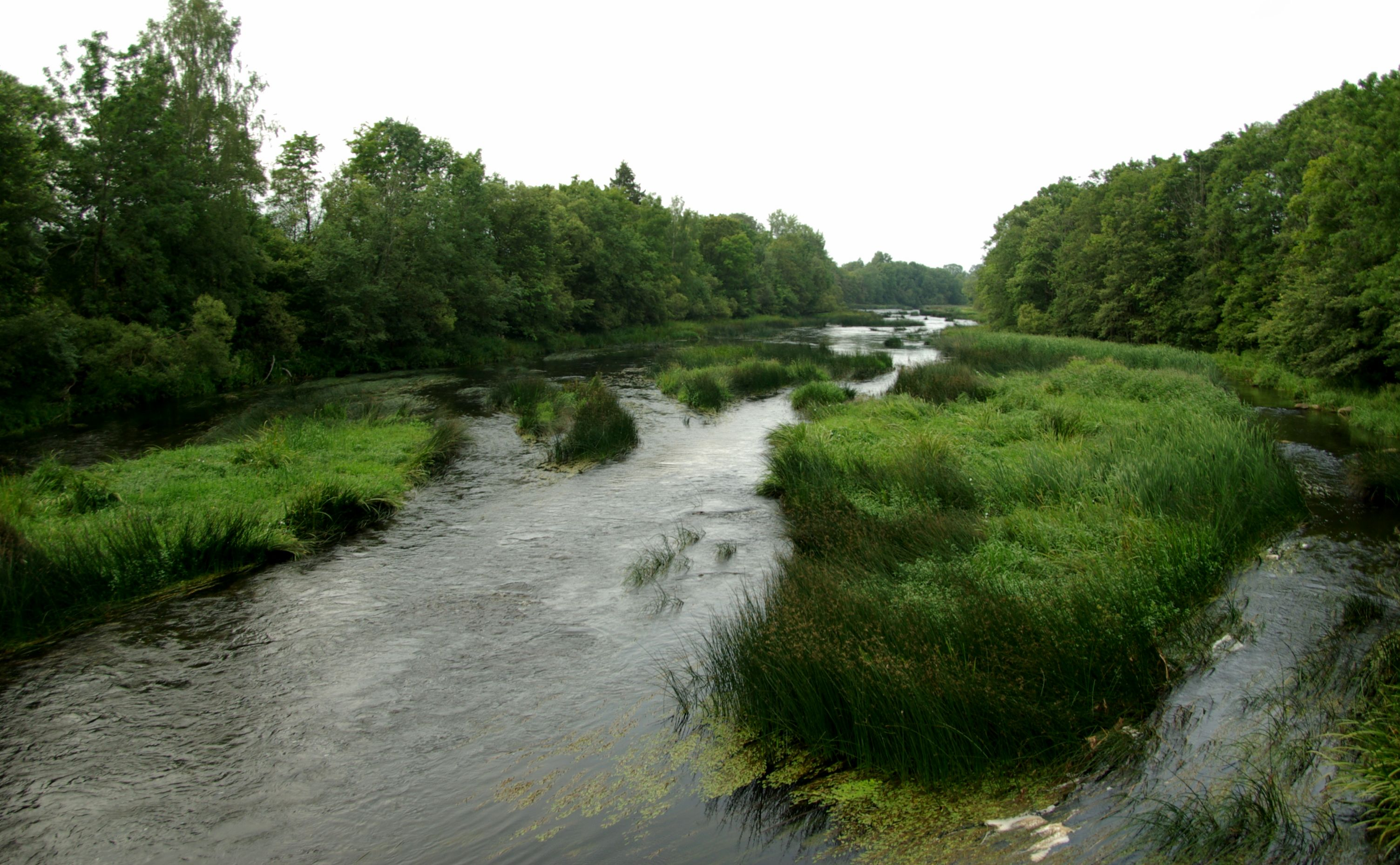
Egy függőhíd közelében
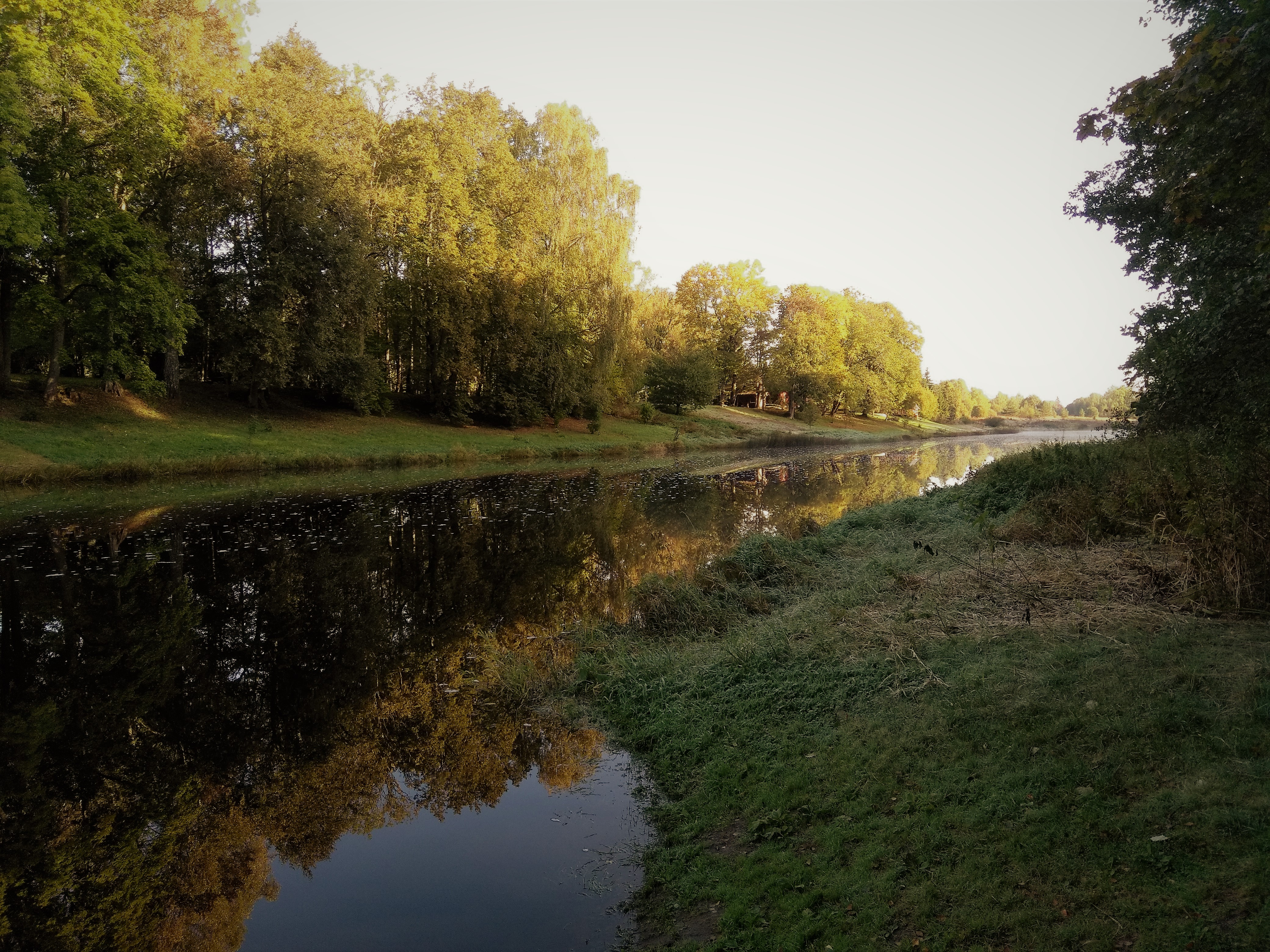
Aesoo falu mellett
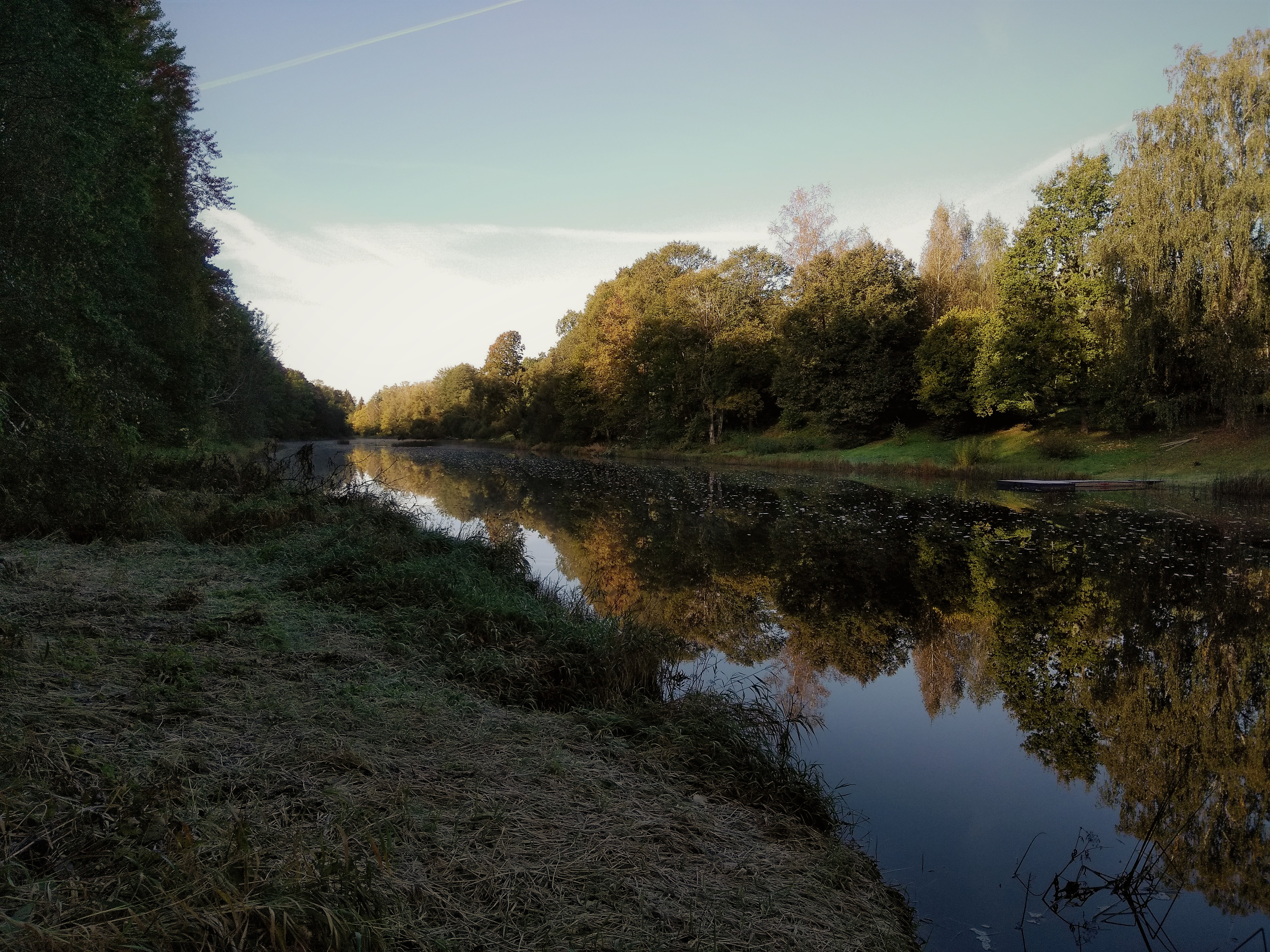
Pärnu megyében, kilátás a folyóra
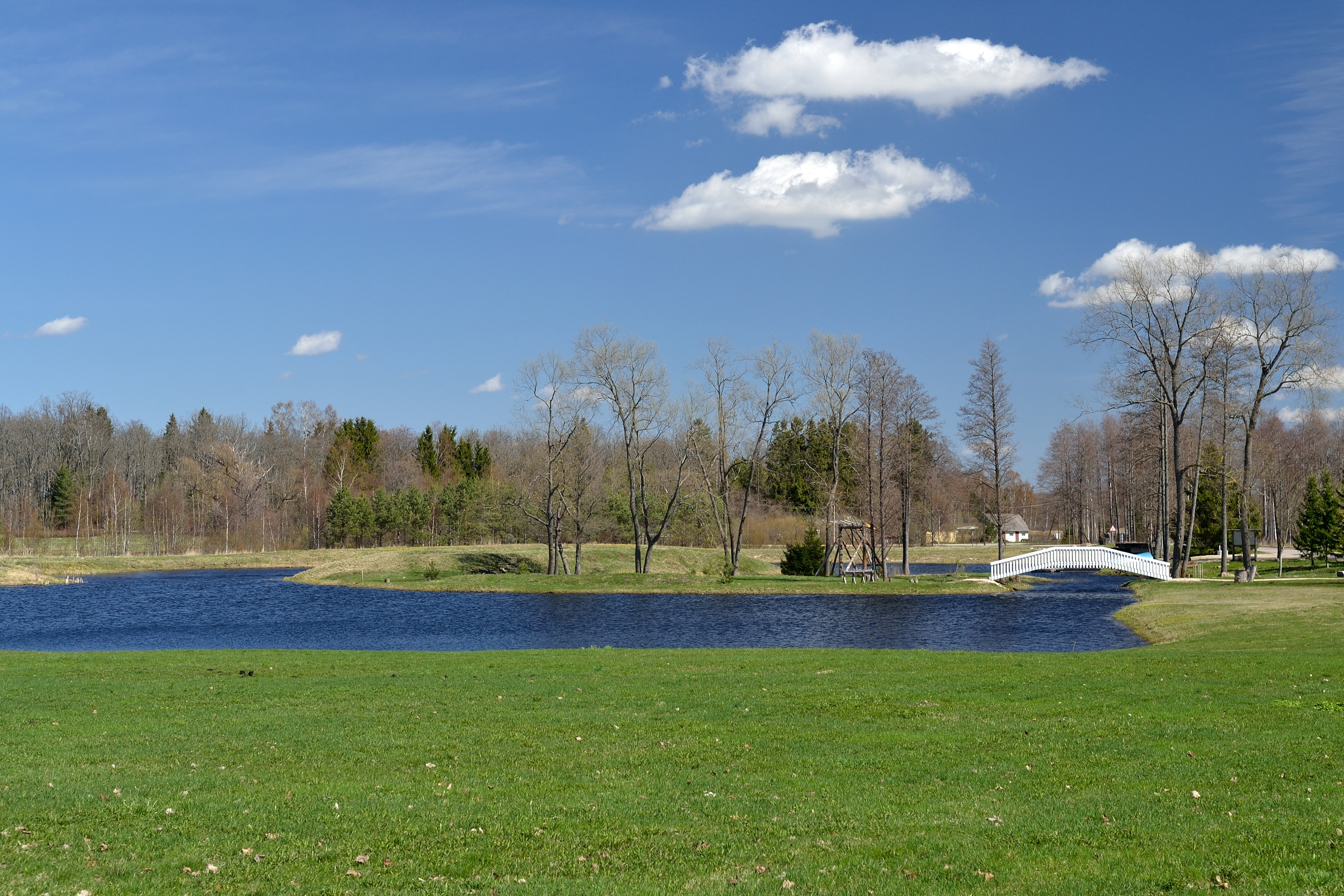
Pilistvere-tározó a folyó bal partján

## Fordítás
- Ez a szócikk részben vagy egészben  a(z)   Навести című orosz Wikipédia-szócikk ezen változatának fordításán alapul.  Az eredeti cikk szerkesztőit annak laptörténete sorolja fel. Ez a jelzés csupán a megfogalmazás eredetét és a szerzői jogokat jelzi, nem szolgál a cikkben szereplő információk forrásmegjelöléseként.